# A jó lovas katonának de jól vagyon dolga
Az A jó lovas katonának de jól vagyon dolga kezdetű magyar népdalt az első versszakával Kodály Zoltán gyűjtötte a Nyitra vármegyei Zsérén 1911-ben. Később a szöveget Amade László: Toborzó című verséből egészítette ki a Háry János című daljáték számára. A dal ezzel a szöveggel terjedt el.
A dal alkalmazkodó ritmusú. Kánonban is énekelhető.
Feldolgozások:
| Szerző          | Mire                       | Mű                                                                | Előadás |
| --------------- | -------------------------- | ----------------------------------------------------------------- | ------- |
| Kodály Zoltán   | daljáték                   | Háry János, III. kaland, 22. dal                                  | [ 2 ]   |
| Kodály Zoltán   | ének, zongora              | Magyar népzene énekhangra és zongorára VI. füzet 36. dal: Verbunk |         |
| Máriássy István | zongora vagy ének és gitár | Elindultam szép hazámból, 66. kotta                               |         |

## Kotta és dallam
| A jó lovas katonának de jól vagyon dolga, eszik-iszik a sátorban, semmire sincs gondja, hej, élet, be gyöngy élet, ennél szebb sem lehet, csak az jöjjön katonának, aki ilyet szeret. | Paripáját megforgatja, úgy megyen dolgára, csillog-villog a mezőben virágszál módjára, hej, élet… |

## Felvételek
- A jó lovas katonának (1. változat). Csóka Anita  YouTube (2015. március 19.)  (Hozzáférés: 2016. április 19.) (audió)
- A jó lovas katonának. Mészáros János Elek  YouTube (2016. február 25.)  (Hozzáférés: 2016. április 19.) (audió)
- A jo lovas katonanak. MÜZED Muammer Sun Korosu  YouTube (2013. június 6.)  (Hozzáférés: 2016. április 19.) (videó) kórusfeldolgozás.
- A jó lovas katonának. Z-SynthMix  YouTube (2015. szeptember 19.)  (Hozzáférés: 2016. április 19.) (audió)
- Olcsó mán a pásztor - A jó lovas katonának. Sebő Együttes  YouTube (2016. február 21.)  (Hozzáférés: 2016. április 19.) (audió) 1:23-tól.